# بيلميث دي لا موراليدا
بلدية بيلميث دي لا موراليدا (بالإسبانية: Bélmez de la Moraleda) هي بلدية تقع في مقاطعة خاين التابعة لمنطقة أندلوسيا جنوب إسبانيا.

## الديموغرافيا
بلغ عدد سكان بلدية بيلميث دي لا موراليدا 1.763 نسمة عام 2011 (وفقاً للمعهد الوطني للإحصاء الإسباني).
| 2.011 | 2.055 | 1.968 | 1.937 | 1.894 | 1.833 | 1.763 |